# Saab PhoeniX
La Saab PhoeniX est un concept car du constructeur automobile suédois Saab, présenté au salon international de l'automobile de Genève de 2011 et dessiné par Jason Castriota.
Le concept, dont le nom transcrit la renaissance de la marque, présente les caractéristiques principales du nouveau dessin que les automobiles Saab devaient adopter à partir de 2012, à commencer par la nouvelle 9-3. Il expose également la nouvelle plate-forme modulable, dotée d'une motorisation essence assistée sur le train arrière par un moteur électrique. Le système embarqué IQon, qui préfigure le prochain ordinateur de bord Saab, basé sur le système d'exploitation Android est évolutif. Proche du minimalisme, il inaugure un retour aux sources vers l'Ursaab, en insistant sur l'efficacité aérodynamique et l'innovation.

## Design
Le dessin général déployé par Jason Castriota se base sur le design aeromotional, censé rendre visible le travail de l'écoulement de l'air sur la matière. L'ensemble a été conçu pour évoquer un métal modelé par le vent ; l'origine aéronautique de la marque se traduit par un large vitrage en goutte d'eau, posé comme un bloc de glace sombre sur le corps du véhicule. Deux sortes d'ailes l'entourent de part et d'autre tout le long. Plus qu'esthétiques, elles incarnent une fonction aérodynamique réelle qui génère des vortex facilitant l'écoulement de l'air, et assurant un appui sur l'arrière à haute vitesse, sans augmenter la traînée. La peau reste parfaitement lisse, creusée par des guides de flux d'air sur les flancs et dénuée de poignées de porte. Les rétroviseurs consistent en deux minuscules caméras intégrées aux ailerons latéraux. Ce travail autorise un coefficient de traînée de 0,25.
L'identité Saab transparaît à travers les détails. La grille avant à trois modules, très étirée et traversée d'une ligne, intègre désormais les feux avant de type bloc de glace. Si la forme en goutte d'eau du vitrage rappelle l'Ursaab, la poupe tranchée évoque celle du coupé sport Sonett. Cette poupe intègre, derrière un matériau translucide sombre, les feux arrière à LED, dont l'ancien logo Saab ; un avion bimoteur de face. Les jantes en matériau composite évoquent une turbine, ou les aubes d'un réacteur, pour désigner la présence d'un turbo. Fonctionnel, leur dessin assure un refroidissement des disques de frein. Le moyeu intègre le classique logo du bimoteur. Enfin le hayon fait son retour, il autorise une capacité de chargement appréciée chez les premières Saab.
L'intérieur minimaliste présente plusieurs idées qui figureront dans les Saab de l'ère Spyker. Après ouverture des portes en élytre, apparaissent l'afficheur tête-haute sur le pare-brise, un cadran circulaire regroupant toutes les informations essentielles derrière le volant, et un écran tactile sur le tableau central orienté vers le conducteur, pour la navigation, les services multimédias et la configuration de la voiture. Les sièges enveloppants permettent deux fois deux places dans le véhicule, et le hayon s'ouvre sur un coffre à fond plat qui peut être prolongé en abaissant les sièges arrière. L'intérieur de la cabine et l'instrumentation sont éclairés par des LED de tonalité rouge chargées d'apporter une ambiance organique.

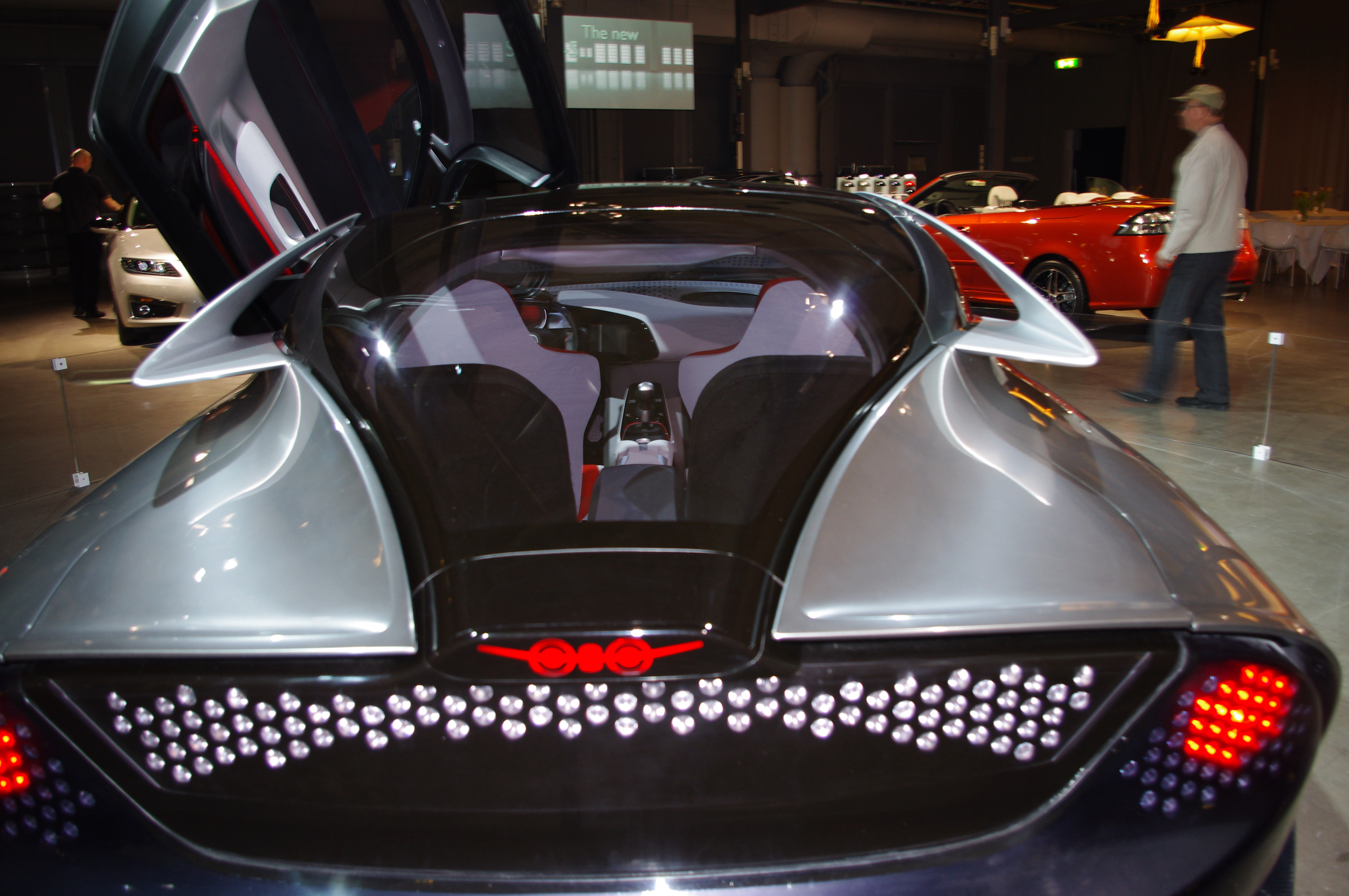
Poupe de la PhoeniX
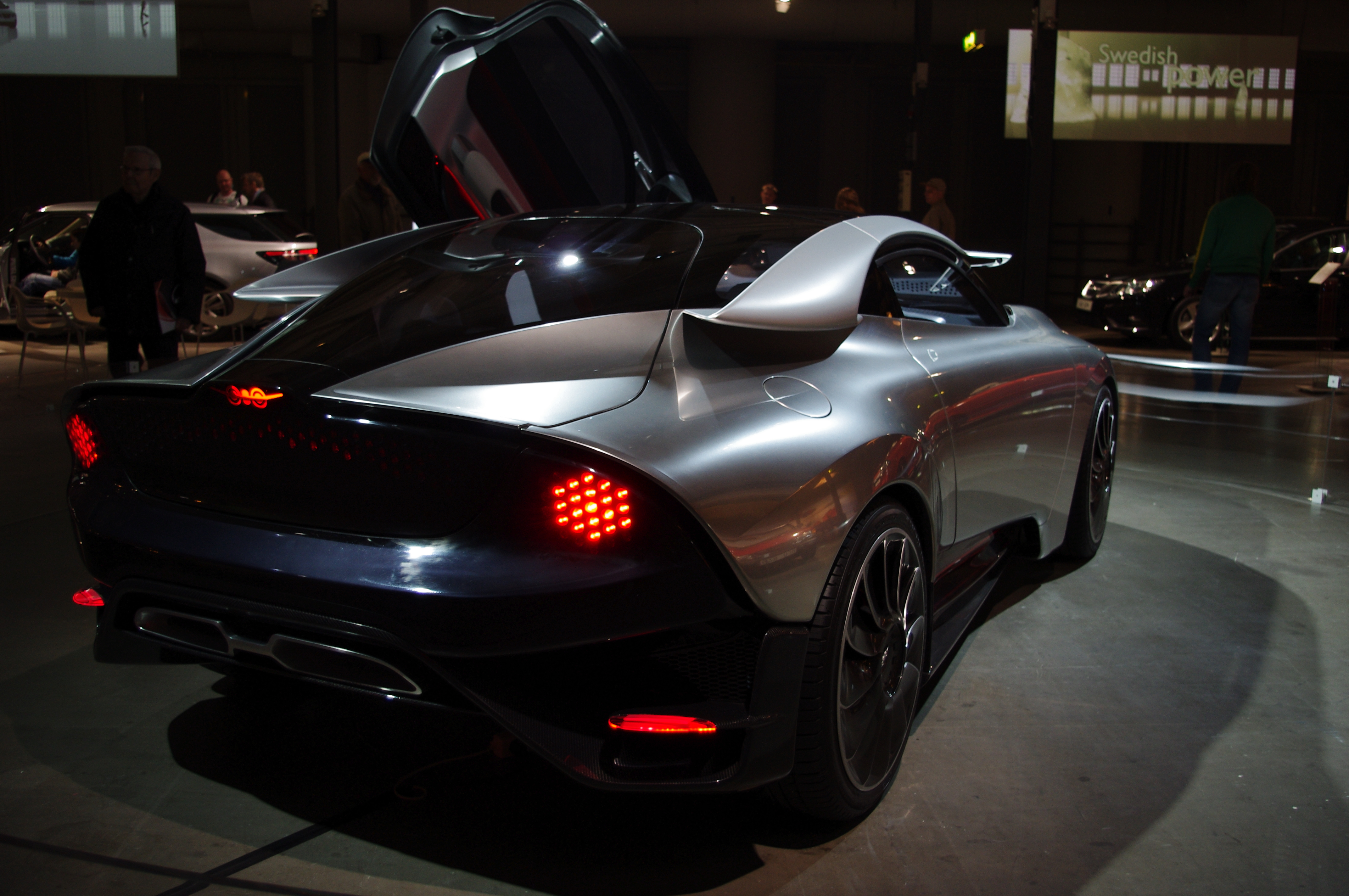
Aileron latéral
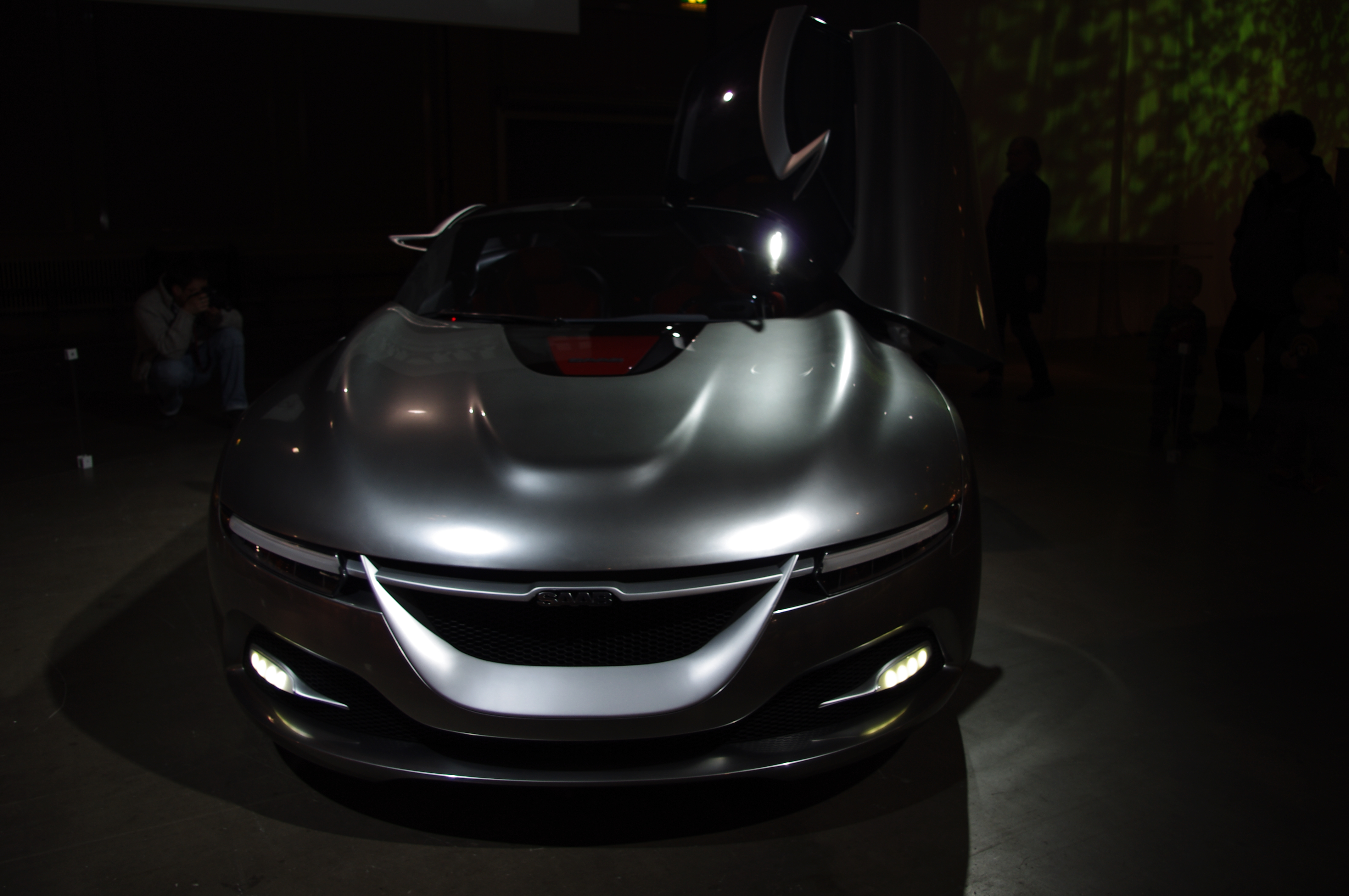
Grille étirée à trois modules
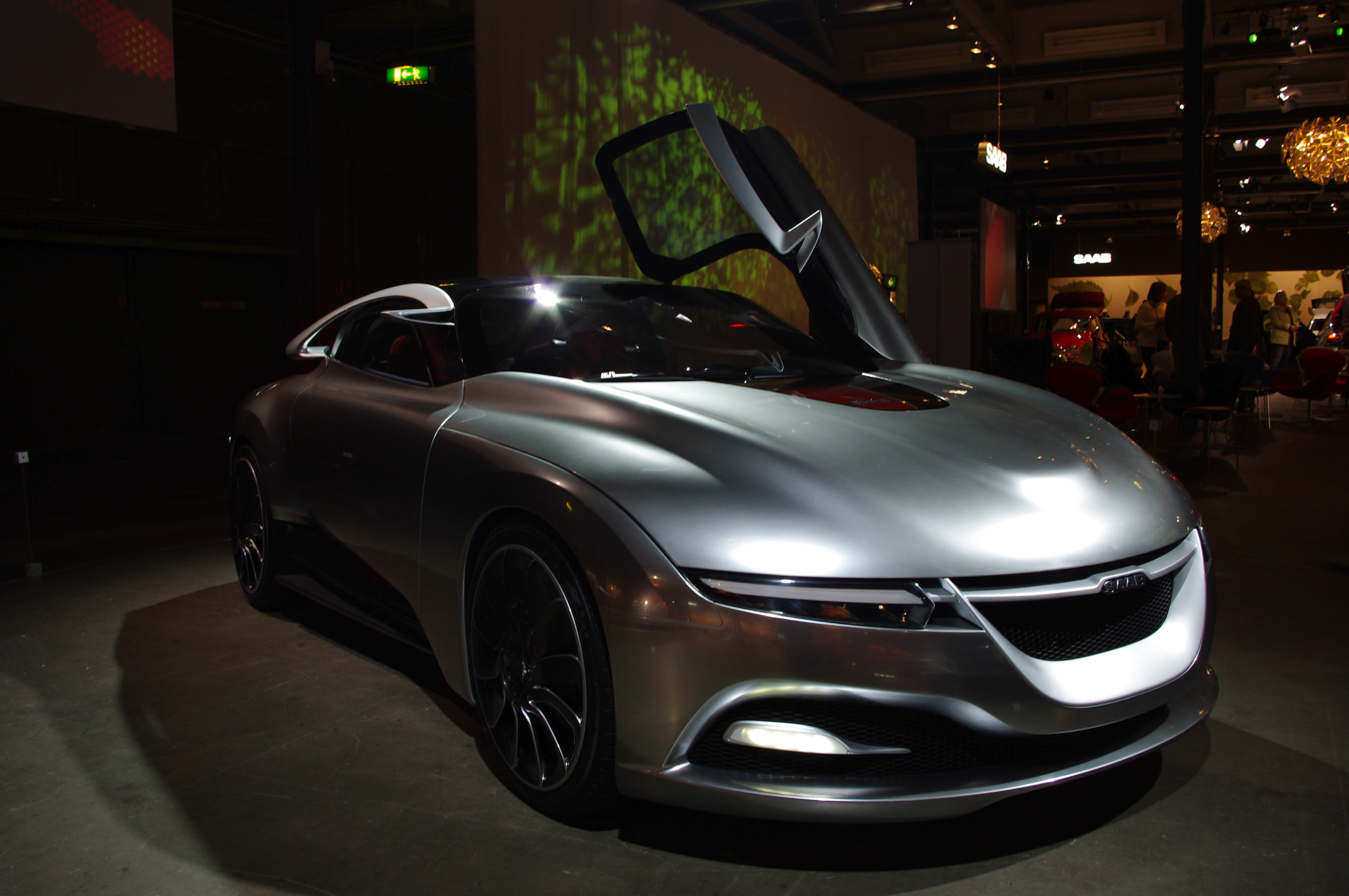
Design aeromotional appliqué au capot

## Technologie
La nouveauté réside moins dans l'emploi des LED pour les feux, y compris les phares, que dans la présence d'un système embarqué évolutif et connecté à l'internet en permanence : IQon. Le système d'exploitation a été développé à partir du noyau Android, celui racheté par Google en 2005, pour accueillir diverses applications, dont celles développées en Open source, en plus de gérer les classiques fonctions de navigation par GPS, l'équipement multimédia et la configuration du véhicule.
L'innovation est aussi présente dans le train roulant qui intègre le système eXWD, développé conjointement avec l'American Axle & Manufacturing via la nouvelle société e-AAM Driveline Systems basée à Trollhättan. Le principe consiste à coupler un moteur électrique au train arrière, pour assister le moteur à essence. Le système eXWD propose trois modes de fonctionnement. Le mode standard Eco délivre du couple pour soulager le moteur à essence, réduisant consommation et rejet de CO2 ; le mode Sport dose un couple puissant pour équilibrer le châssis en conduite soutenue ; et le mode Traction entre en jeu en cas de perte de motricité du train avant, sur terrain glissant ou à l'accélération. L'avantage par rapport aux systèmes concurrents réside dans le torque vectoring, une fonction qui augmente le couple sur la roue arrière située à l'extérieur du virage, ce qui augmente considérablement la maniabilité du véhicule à vive allure.

## Motorisation
La PhoeniX est un véhicule hybride, doté d'un moteur à essence tout aluminium d'origine BMW-PSA, remanié et couplé à un moteur/générateur électrique. Le premier agit en traction, sur les roues avant, tandis que le second agit sur le train arrière grâce au nouveau système eXWD. Le moteur à essence comprend un dispositif de distribution variable et d'injection directe, ainsi que la fonction start/stop. Le moteur électrique est alimenté par des batteries dédiées, qui peuvent se recharger à l'occasion des freinages.
- 1.6 litre turbo, 4 cylindres, 200 ch (147 kW)
- eXWD 34 ch (25 kW)

L'ensemble passe aux roues par une boîte de vitesses manuelle à 6 rapports. Le système eXWD propose trois types d'utilisation sélectionnables en temps réel.